# Saraina
Saraina là một chi nhện trong họ Salticidae.